# Sivacapra sivalensis
La sivacapra (Sivacapra sivalensis) è un mammifero artiodattilo estinto, appartenente ai bovidi. Visse nel Pliocene superiore (circa 3-2 milioni di anni fa) e i suoi resti fossili sono stati ritrovati in Pakistan.

## Descrizione
Questo animale era molto simile a un'odierna capra, ed era caratterizzato da una taglia modesta, da un tetto orbitale ben sviluppato lateralmente e da una volta cranica relativamente allungata. Le corna erano pressoché parallele, fortemente ricurve all'indietro e compresse lateralmente. Possedevano inoltre una cresta anteriore e una cresta posteriore (quest'ultima spostata leggermente verso l'interno), e avevano una leggera torsione mediale. 

## Classificazione
I primi fossili di questo animale furono ritrovati nella regione di Pinjor in Pakistan in terreni del Pliocene superiore, e vennero descritti da Richard Lydekker nel 1878 come Capra sivalensis. Fu poi Pilgrim nel 1939 a istituire il genere Sivacapra per questi resti, con la specie Sivacapra sivalensis. Questo animale è un rappresentante dei Caprini, probabilmente discendente da forme ancestrali mioceniche quali Tossunnoria (anch'esso asiatico) e forse vicine all'origine degli odierni tahr (genere Hemitragus).